# 陳涵瑜
陳涵瑜（2000年10月24日—），藝名球球，出生於台灣的舞者、歌手，曾為韓國女團EXID及 原韓國女團missA成員孟佳的師妹。於2024年發行個人最新單曲《Boom!》、《女孩物語》。

## 經歷
曾上節目國光幫幫忙、小明星大跟班、綜藝大熱門（新妹試鏡間）、 小姐不熙娣、來去婆家
2016年通過上海娛樂公司香蕉娛樂的全球海選，成為公司的首批練習生，為韓國女團EXID及 原韓國女團missA成員孟佳的師妹。隨後於2017年被韓國娛樂公司簽約，赴韓國訓練，成為公司旗下第一位台灣成員。以K-POP Cover舞團 KRASH出征各比賽。
在韓國接受訓練後，於2024年發行個人最新單曲《Boom!》、《女孩物語》
2024年舉辦第一場《遇見你》粉絲音樂會。

## 音樂作品
| 發行年份 | 專輯名稱     |
| -------- | ------------ |
| 2024年   | 《BOOM!》    |
| 2024年   | 《女孩物語》 |